# Norderelbe
Die Norderelbe ist ein Streckenabschnitt der Unterelbe in Hamburg zwischen den Flusskilometern 609 und 626. Zusammen mit der abzweigenden Süderelbe und dem daran anschließenden Köhlbrand bildet er ein sogenanntes Binnendelta aus, die Elbinsel Wilhelmsburg. Der Bereich ist, wie die gesamte Unterelbe auch, durch den Gezeitengang der Nordsee tidebeeinflusst.
Die Norderelbe ist wie die gesamte Elbe in Deutschland eine Bundeswasserstraße. Ab km 607,50 bei Oortkaten ist sie eine sogenannte Delegationsstrecke, d. h. Verwaltung und Unterhaltung werden im Auftrage des Bundes von der Freien und Hansestadt Hamburg wahrgenommen.
Sie ist Namensgeberin des Autobahndreiecks Norderelbe der Autobahnen A 1 und A 255.

## Verlauf
Bei Flusskilometer 609 an der Bunthäuser Spitze teilt sich der aus dem Südosten kommende Elbstrom in zwei Teile. Die Norderelbe verläuft ab hier zunächst in Richtung Norden und bildet hierbei die Grenze zwischen den Stadtteilen Moorwerder und Ochsenwerder. Bis auf Höhe des Stromkilometers 615, wo die Dove Elbe in den Hauptstrom einmündet, fließt die Elbe durch dünn besiedeltes Marschland. Nach der Autobahnbrücke Moorfleet der A1 schwenkt der Lauf der Norderelbe in westliche Richtung. Bei Flusskilometer 618 zweigt die Billwerder Bucht von der Norderelbe ab. Sie stellte bis zur Begradigung der Elbe mittels eines Durchstichs zwischen der Peute und der heutigen Insel Kaltehofe den ursprünglichen Verlauf der Norderelbe dar. Weiter stromab beginnen die weiträumigen Hafenanlagen von Hamburg, die den Abschnitt bis zu seinem Ende bei Flusskilometer 626 und darüber hinaus begleiten. Ihn queren die Bundesstraße 4, sowie die Bahnstrecken Wanne-Eickel–Hamburg, Buchholz–Hamburg-Allermöhe und Hamburg–Hamburg-Neugraben auf den Norderelbbrücken (km 619) und der alte Elbtunnel (km 623).

## Hafenanlagen/Sehenswürdigkeiten
Die Norderelbe ist geprägt von zahlreichen Hafenanlagen. Der historische Kern des Hamburger Hafens entwickelte sich von hier aus. Bekannte Sehenswürdigkeiten, Hafen- und Kaianlagen sind:
- Speicherstadt
- Hansahafen
- Baakenhafen
- Landungsbrücken
- Überseebrücke
- Chicagokai mit Kreuzfahrtterminal (HafenCity)
- Theater an der Elbe
- Theater im Hafen Hamburg
- Alter Elbtunnel
- Trockendock Elbe 17

Ehemalige Hafenanlagen wurden in den vergangenen Jahren revitalisiert und beinhalten heute zahlreiche Sehenswürdigkeiten. So gibt es in den historischen Lagerhäusern der Speicherstadt, mehrere Museen sowie das Miniatur Wunderland. An der Überseebrücke liegt der Frachter Cap San Diego. Die Landungsbrücken wurden als repräsentativer Schiffsbahnhof gestaltet. Der Altonaer Fischmarkt findet jeden Sonntagmorgen statt. Im Museumshafen Oevelgönne haben historische Arbeitsschiffe festgemacht.
Gegenüber den Landungsbrücken befinden sich die Reste der Werft-Anlagen von Blohm + Voss, heute Teil der Lürssen-Gruppe.

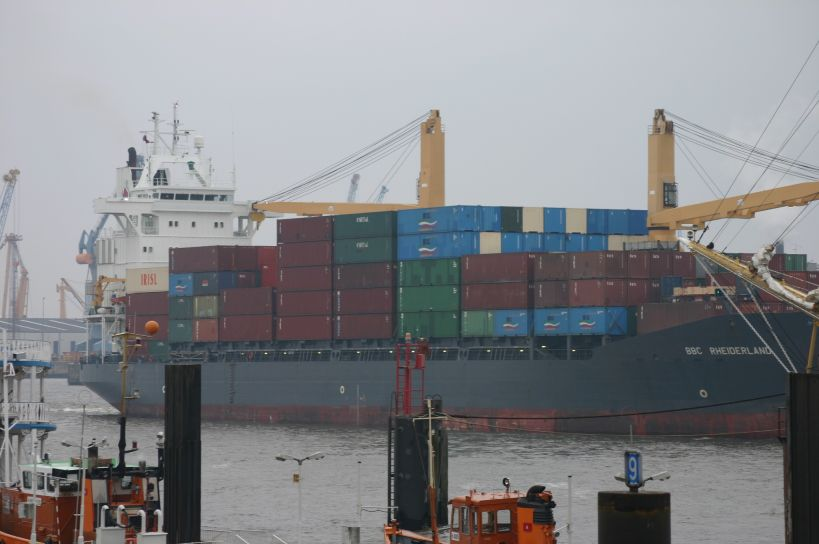
Containerschiff
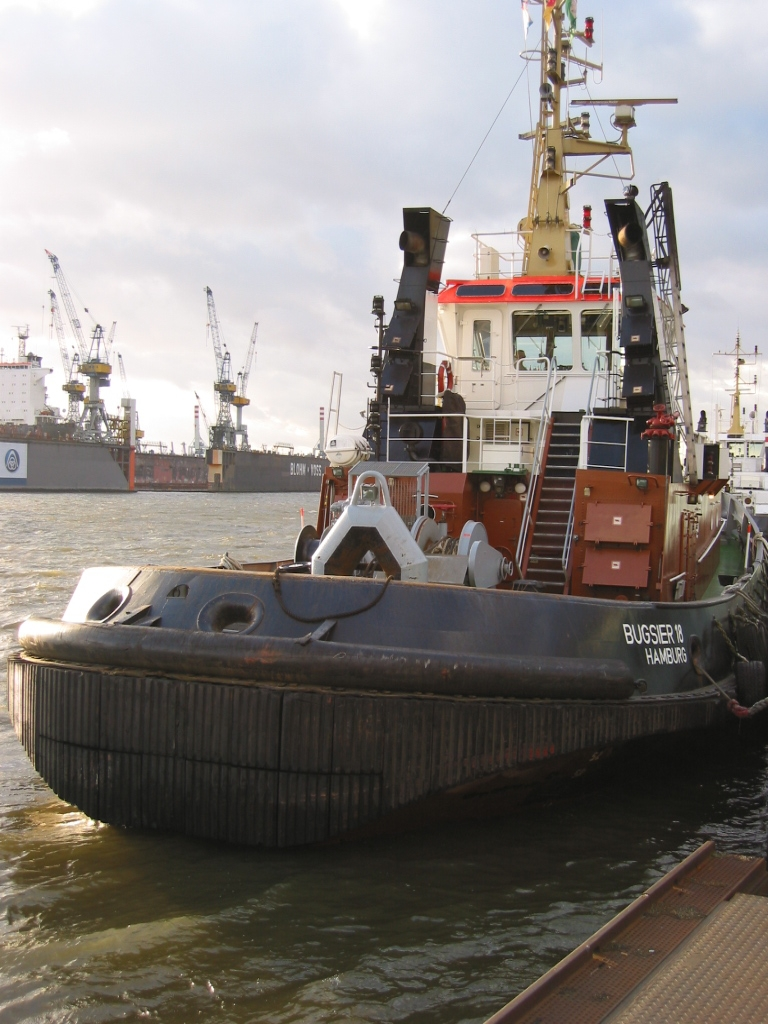
Schlepper (im Hintergrund: Schwimmdocks der Werft Blohm & Voss)
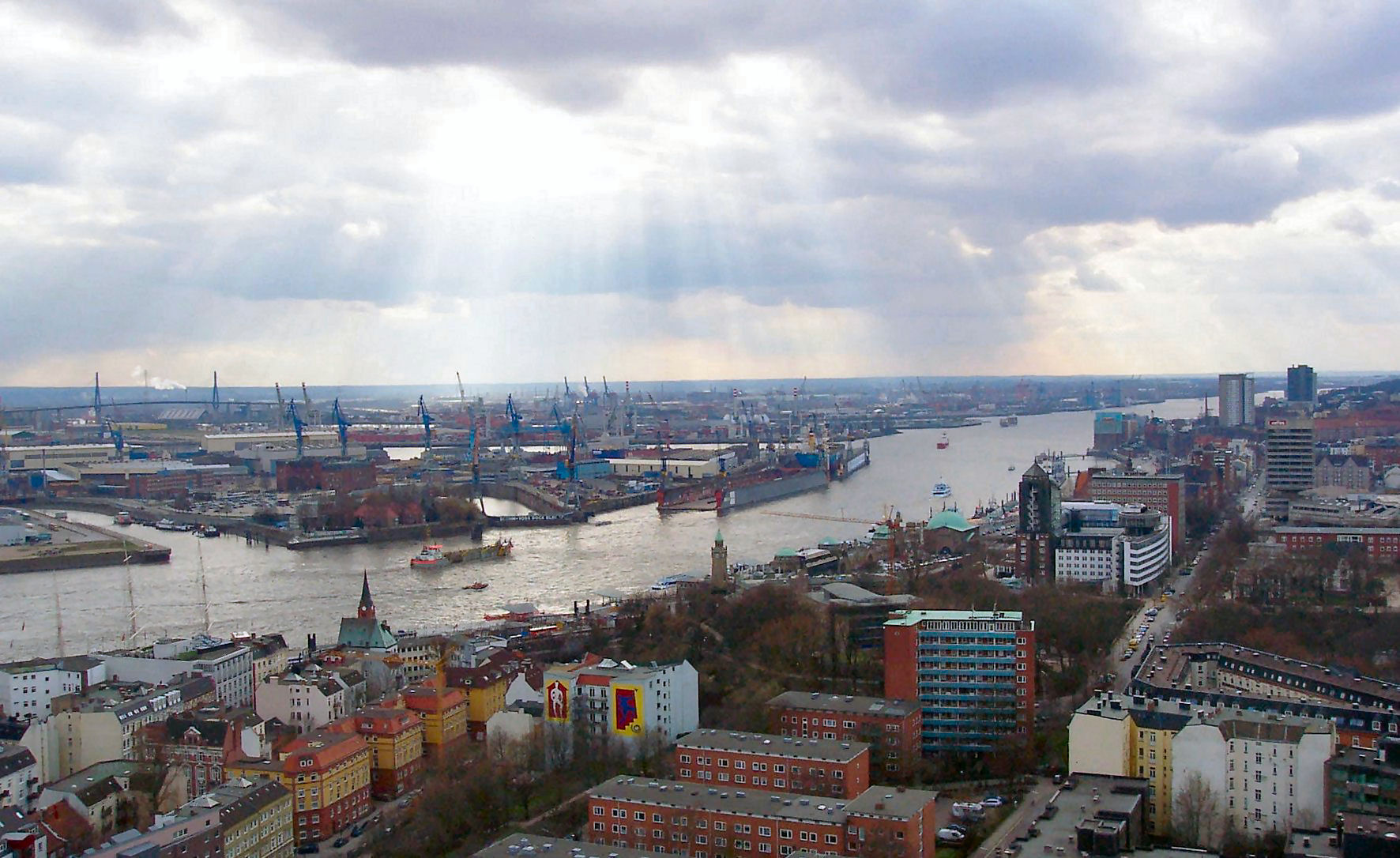
Blick auf die Norderelbe
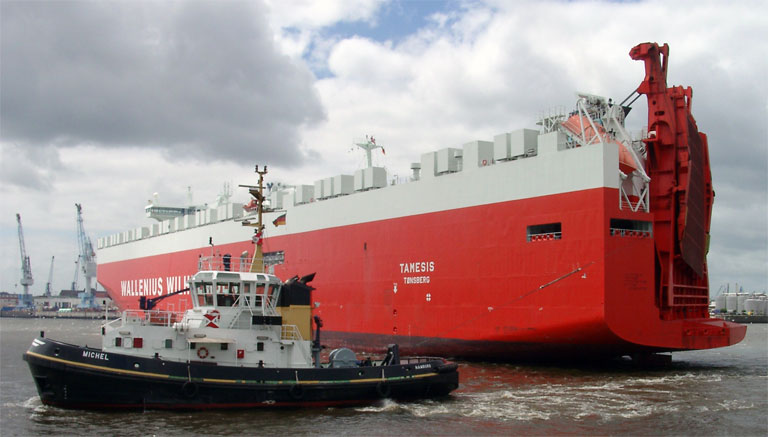
RoRo-Frachter Wenden mit Schlepperunterstützung